# Província d'Arani

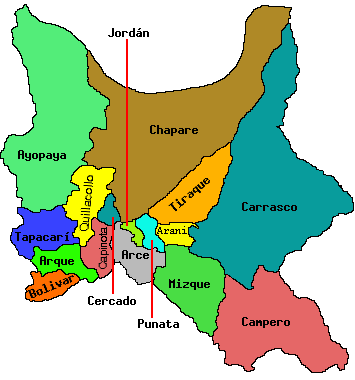
Les províncies del Departament de Cochabamba.

La província d'Arani és una de les 16 províncies del Departament de Cochabamba, a Bolívia. La seva capital és Arani.